# 冯中一
冯中一（1923年—1994年），笔名众一，男，直隶（今河北）沧县人，中国写作理论家、诗歌评论家，曾任山东省作家协会主席。